# Goethe Intézet

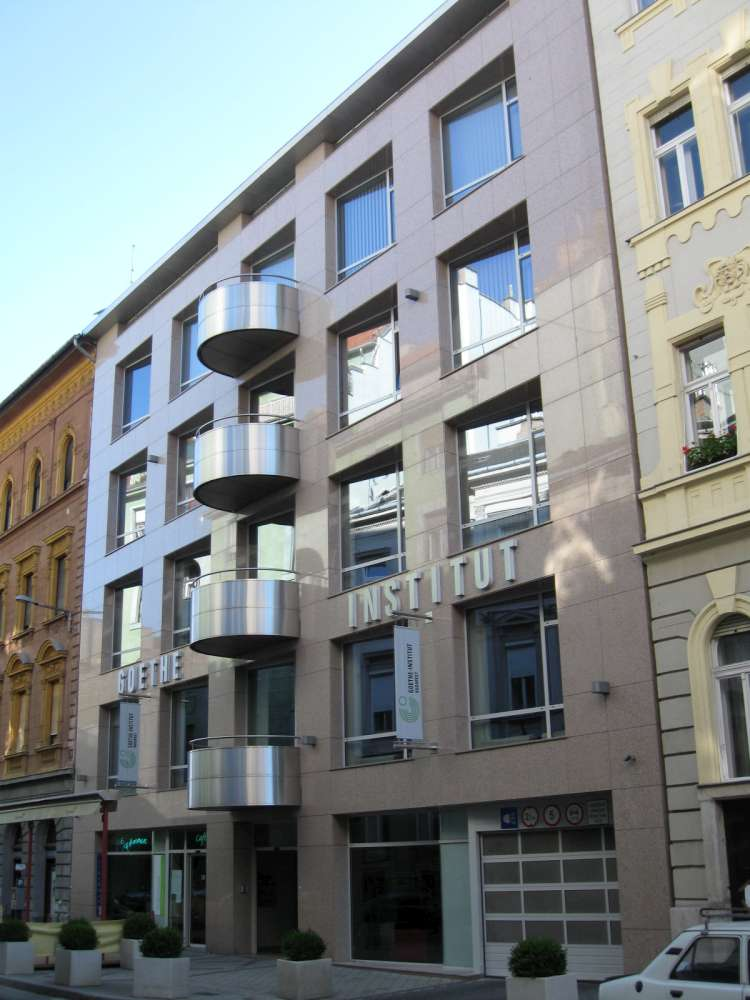
A Goethe Intézet könyvtára Budapesten

A Goethe Intézet (németül: Goethe-Institut) Németország kulturális intézete, amely a világ számos országában működik. Célja a német nyelv elsajátításának, illetve a nemzetközi kulturális együttműködésnek a támogatása, valamint egy átfogó (kulturális, társadalmi, politikai) Németország-kép közvetítése. Összesen 149 intézet és 11 összekötő iroda működik 92 országban.

## Magyarországon
Magyarországon 1988 óta működik a Budapesti Goethe Intézet a két állam együttműködése nyomán. Az intézet négy részlege kulturális programok szervezésével, könyvtári szolgáltatásokkal, nyelvoktatással és nyelvtanárok továbbképzésével foglalkozik. Székhelye 2006 óta a IX. kerületi Ráday utca 58. sz. alatt  található.

## Képgaléria

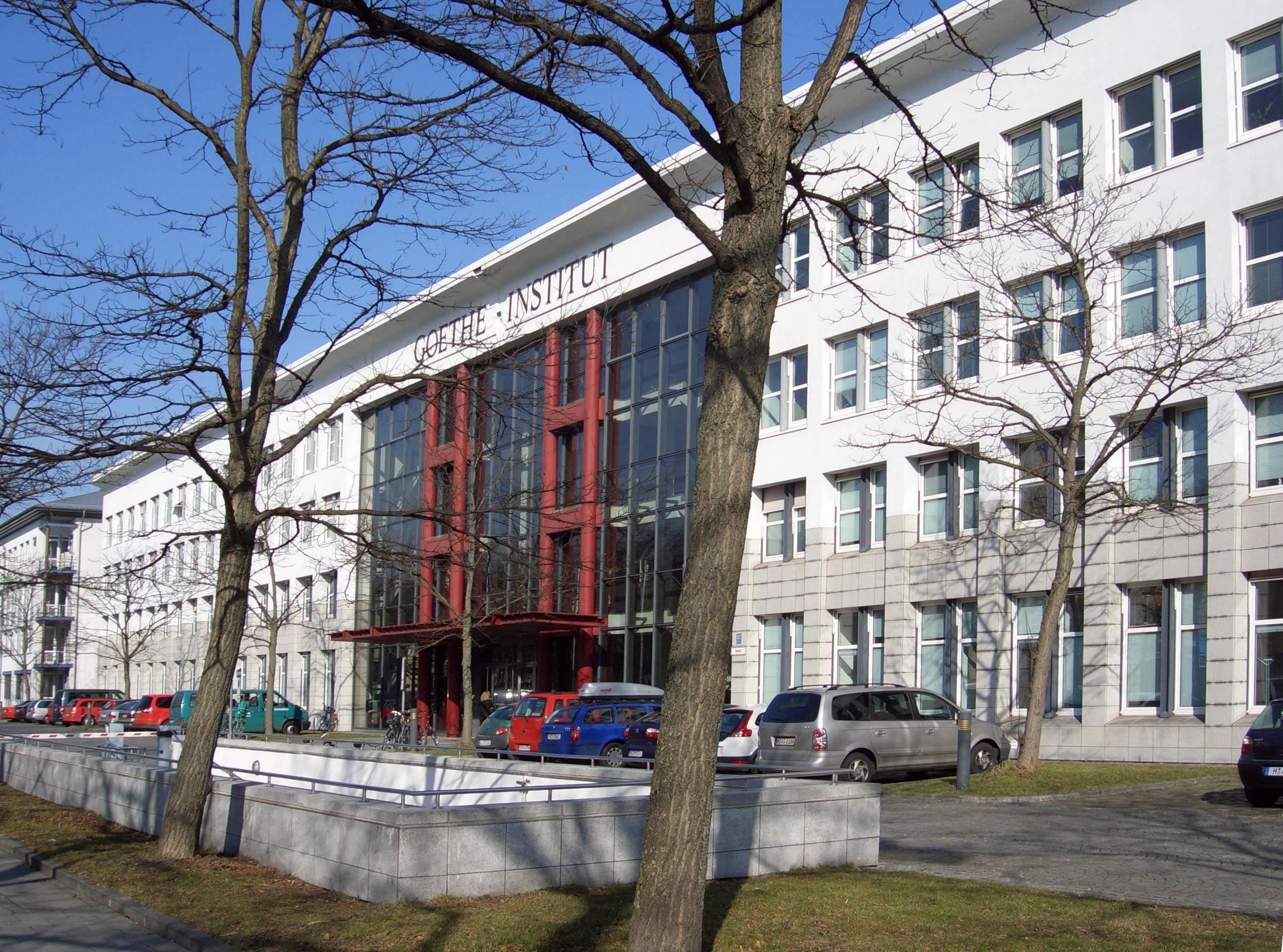
Központja Münchenben
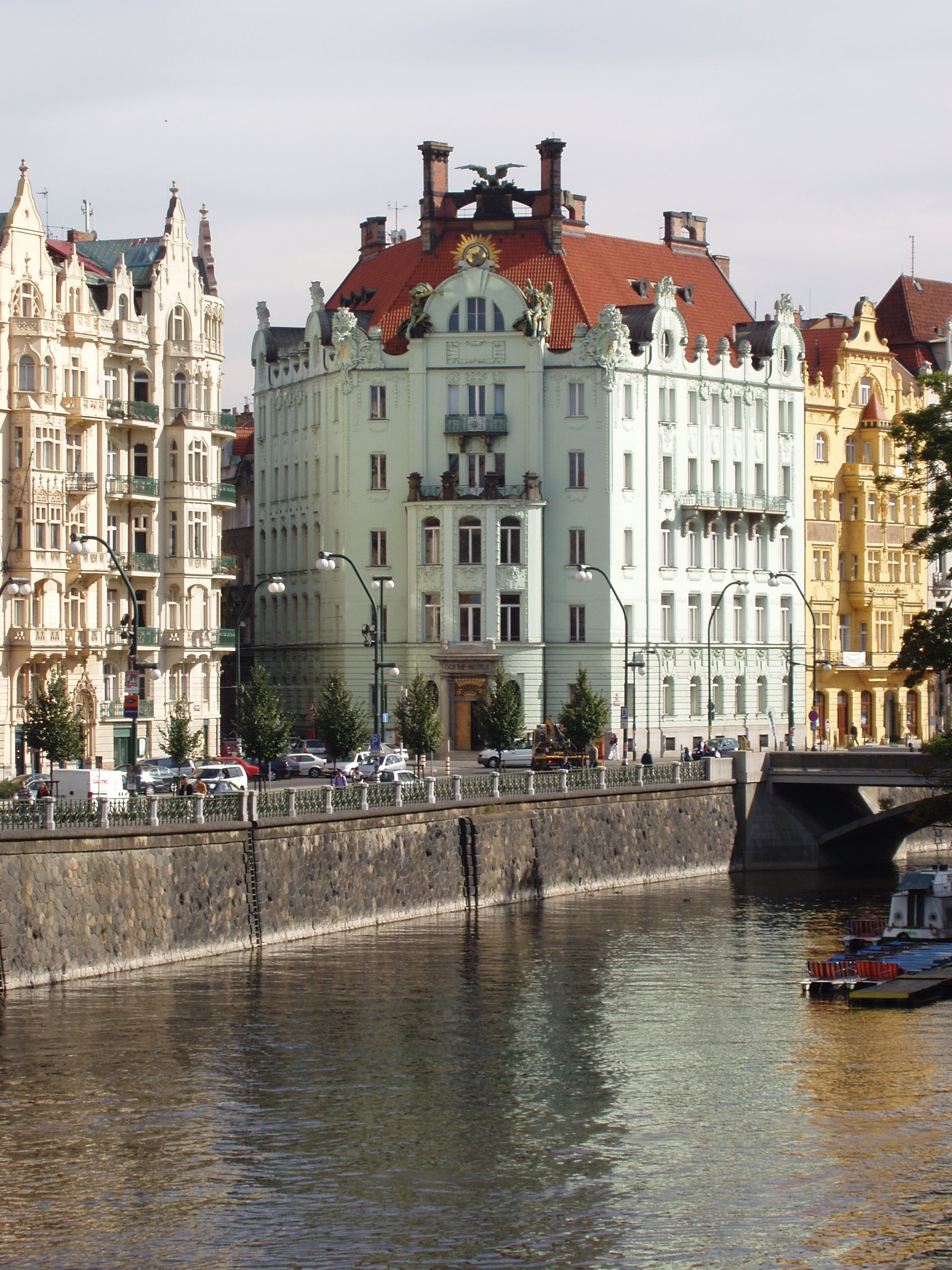
Prágában
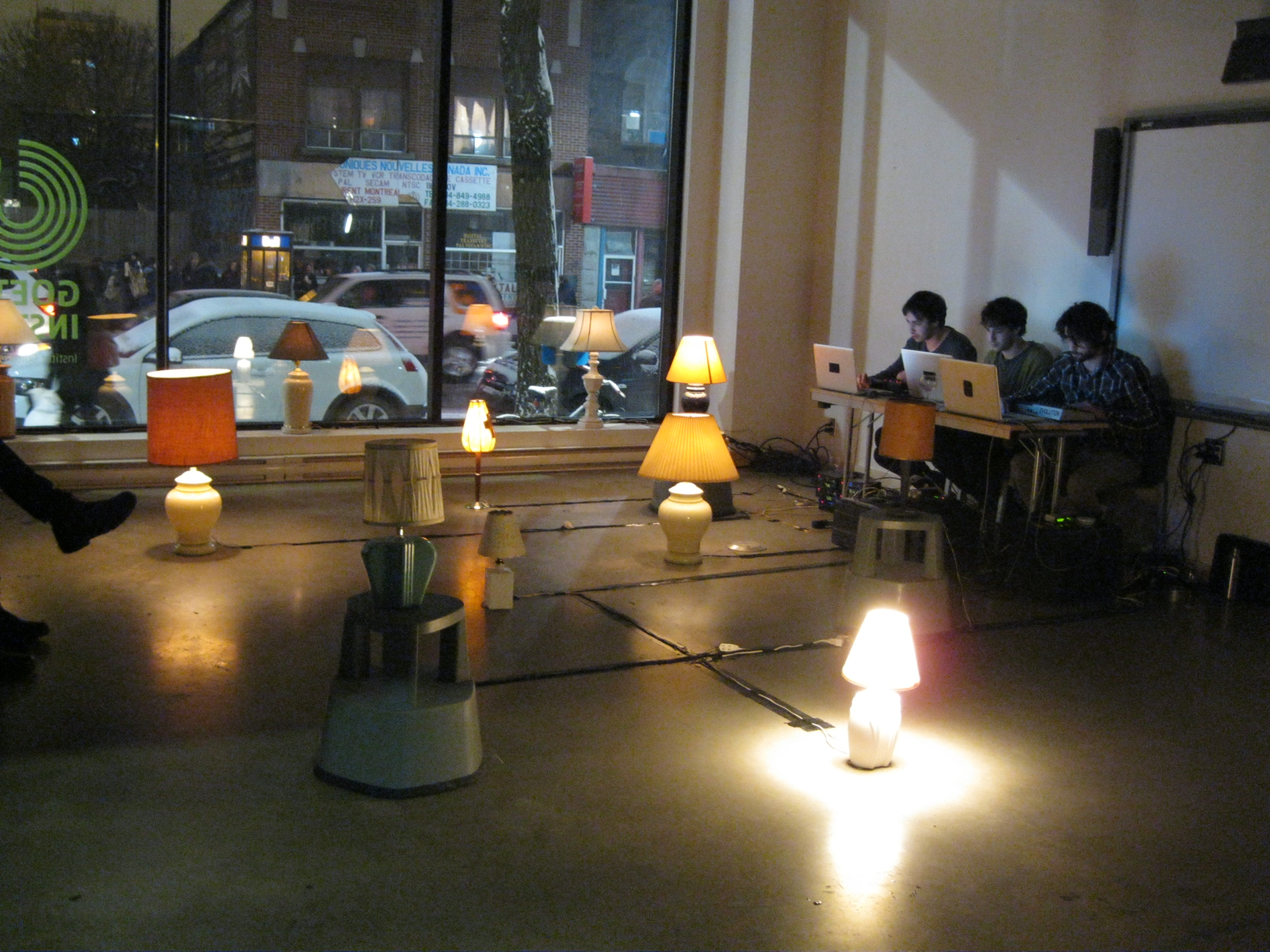
Montrealban
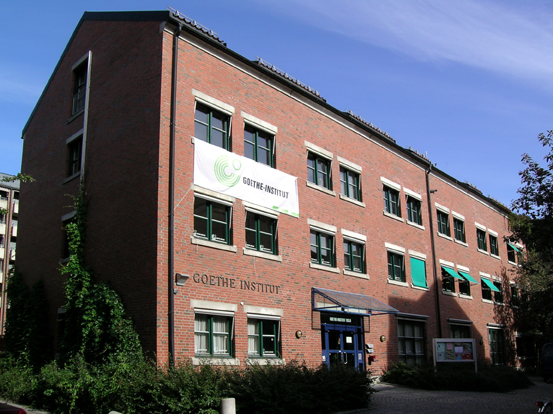
Oslóban
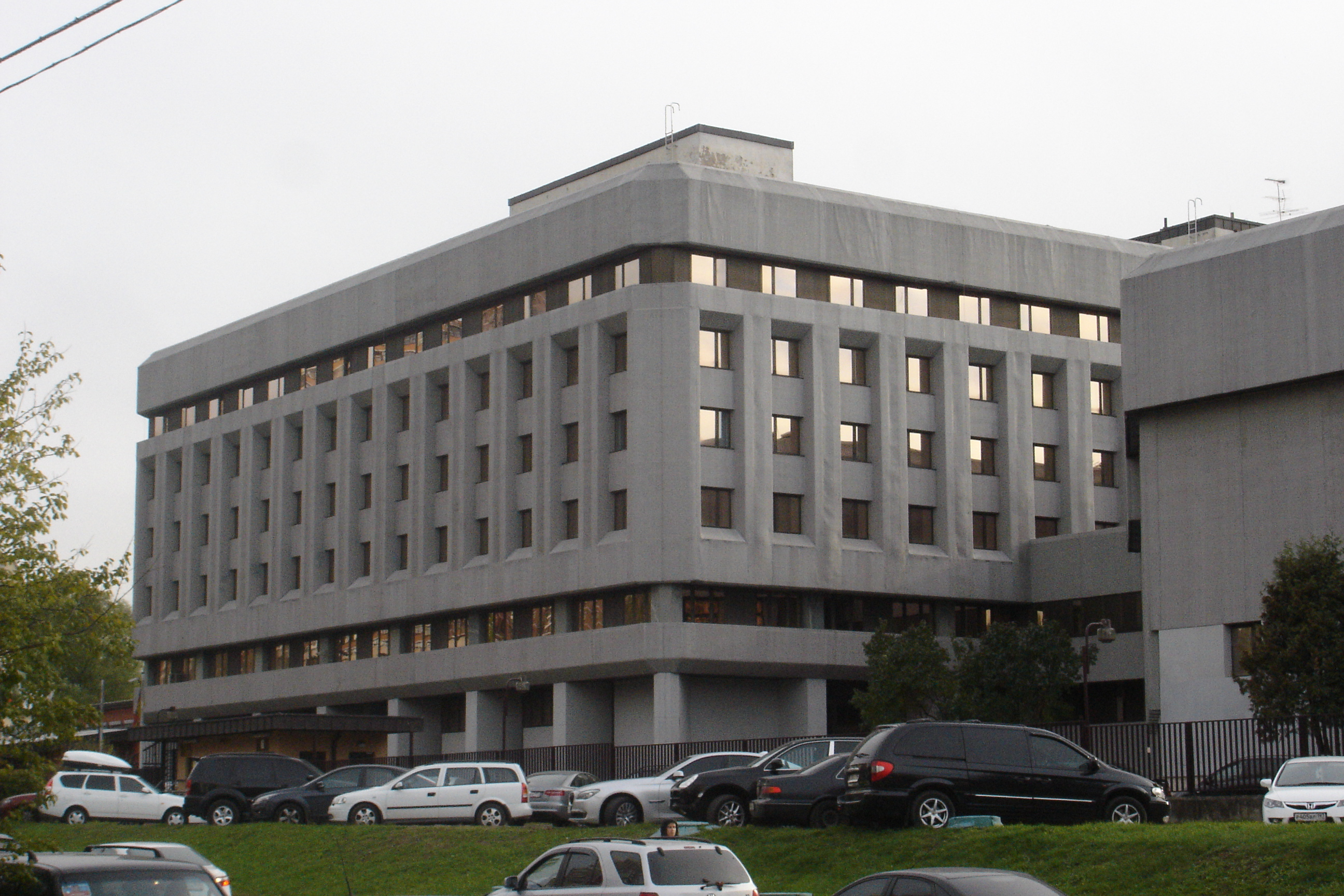
Németország moszkvai konzulátusa az Intézettel
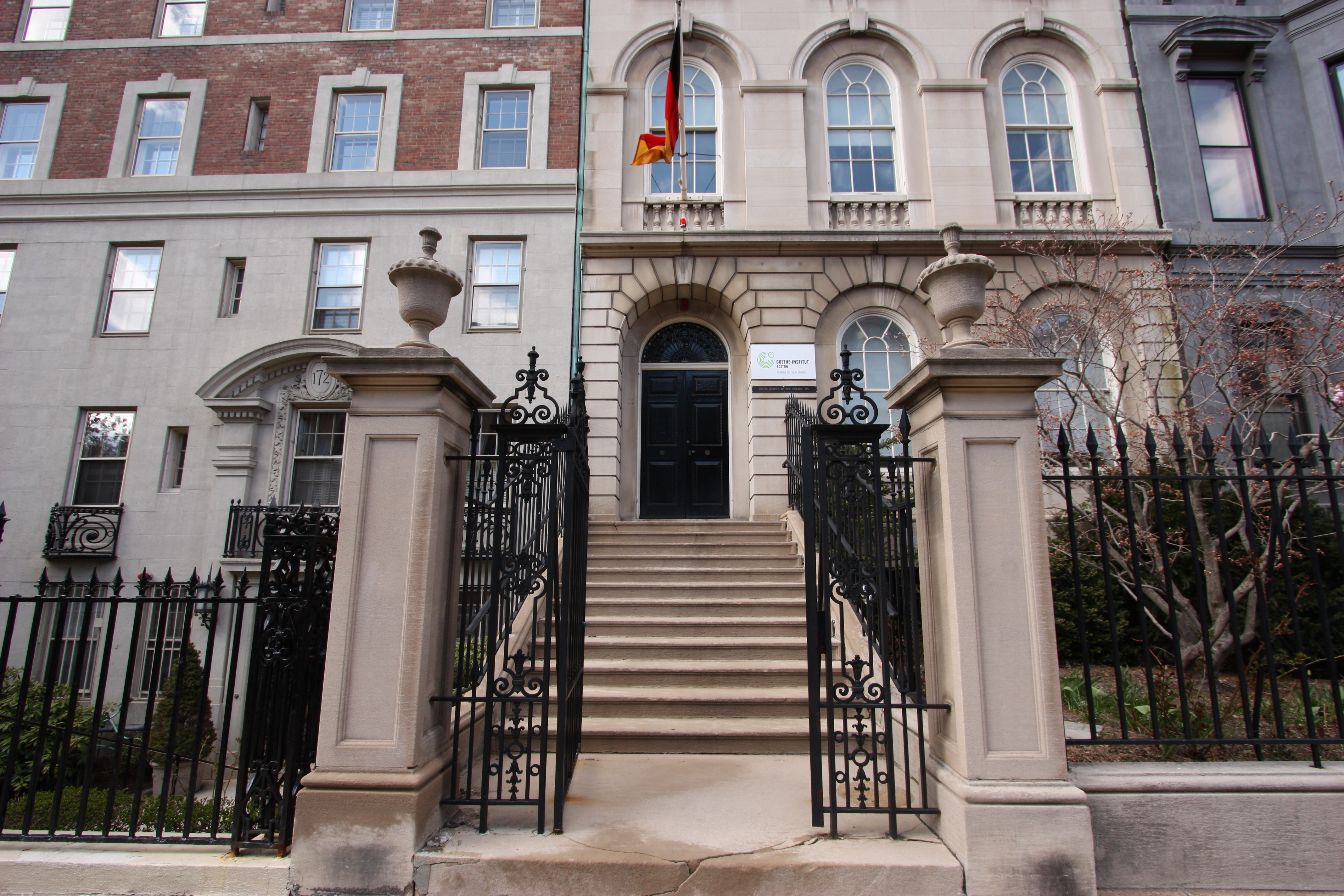
Bostonban
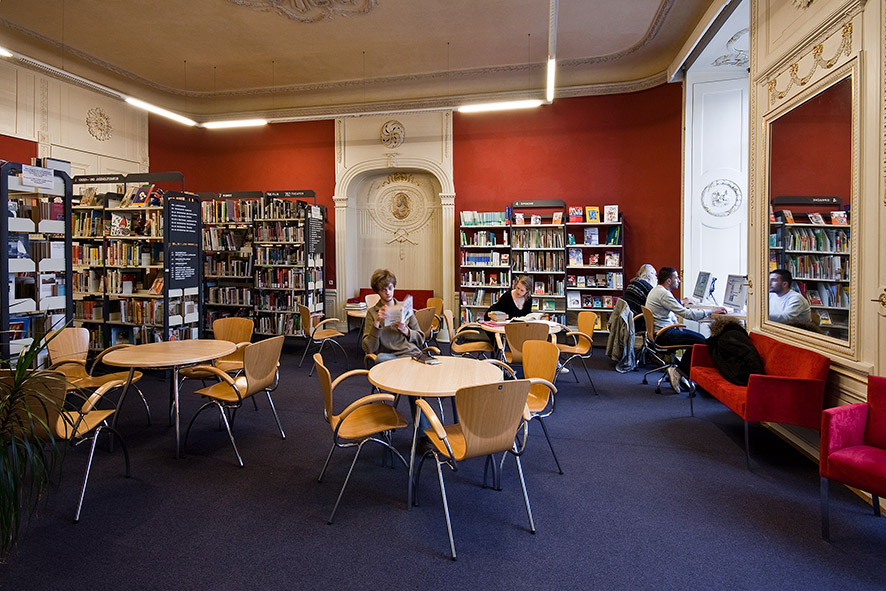
A krakkói Rafal Sosin-könyvtár
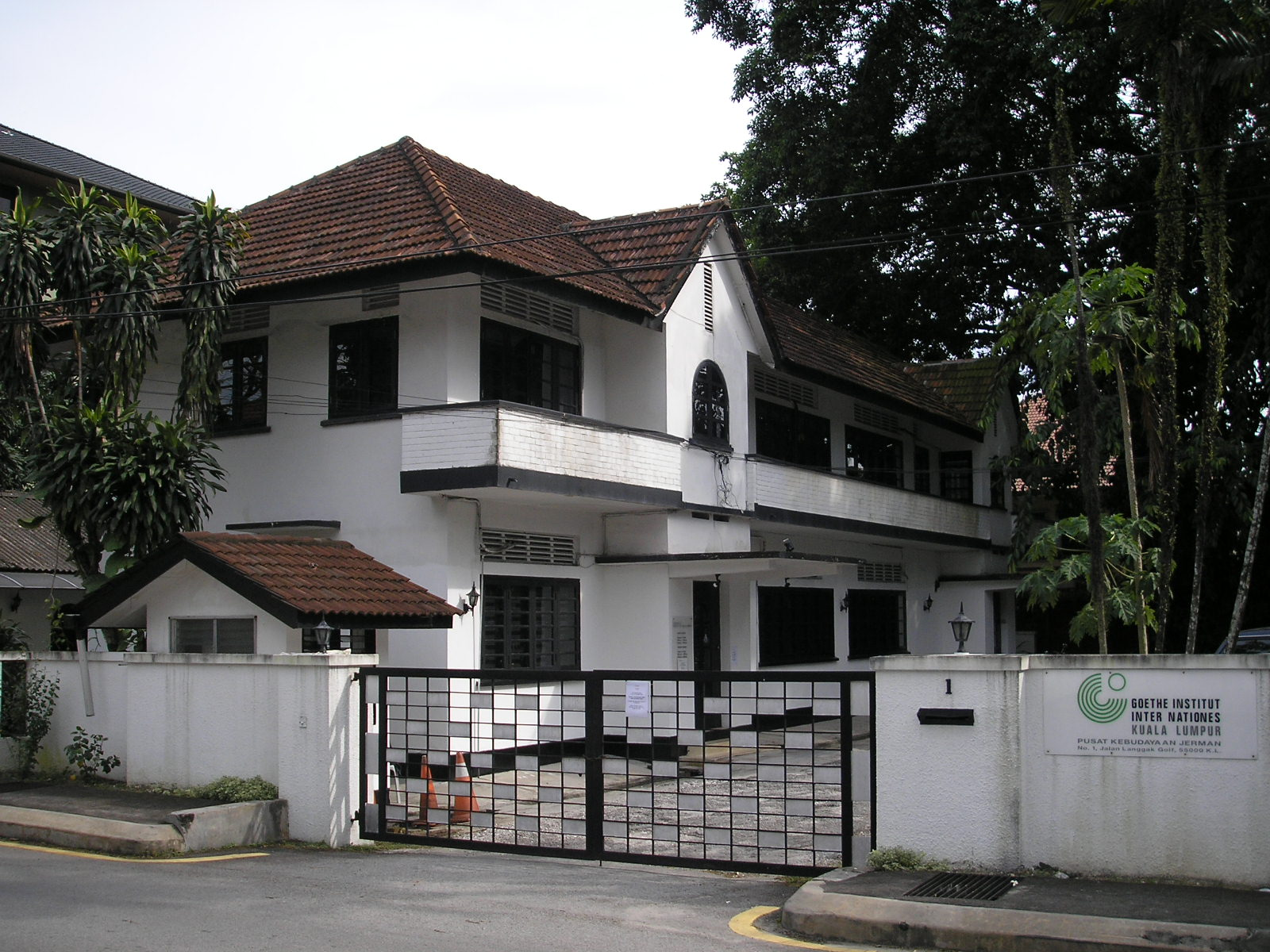
Kuala Lumpurban
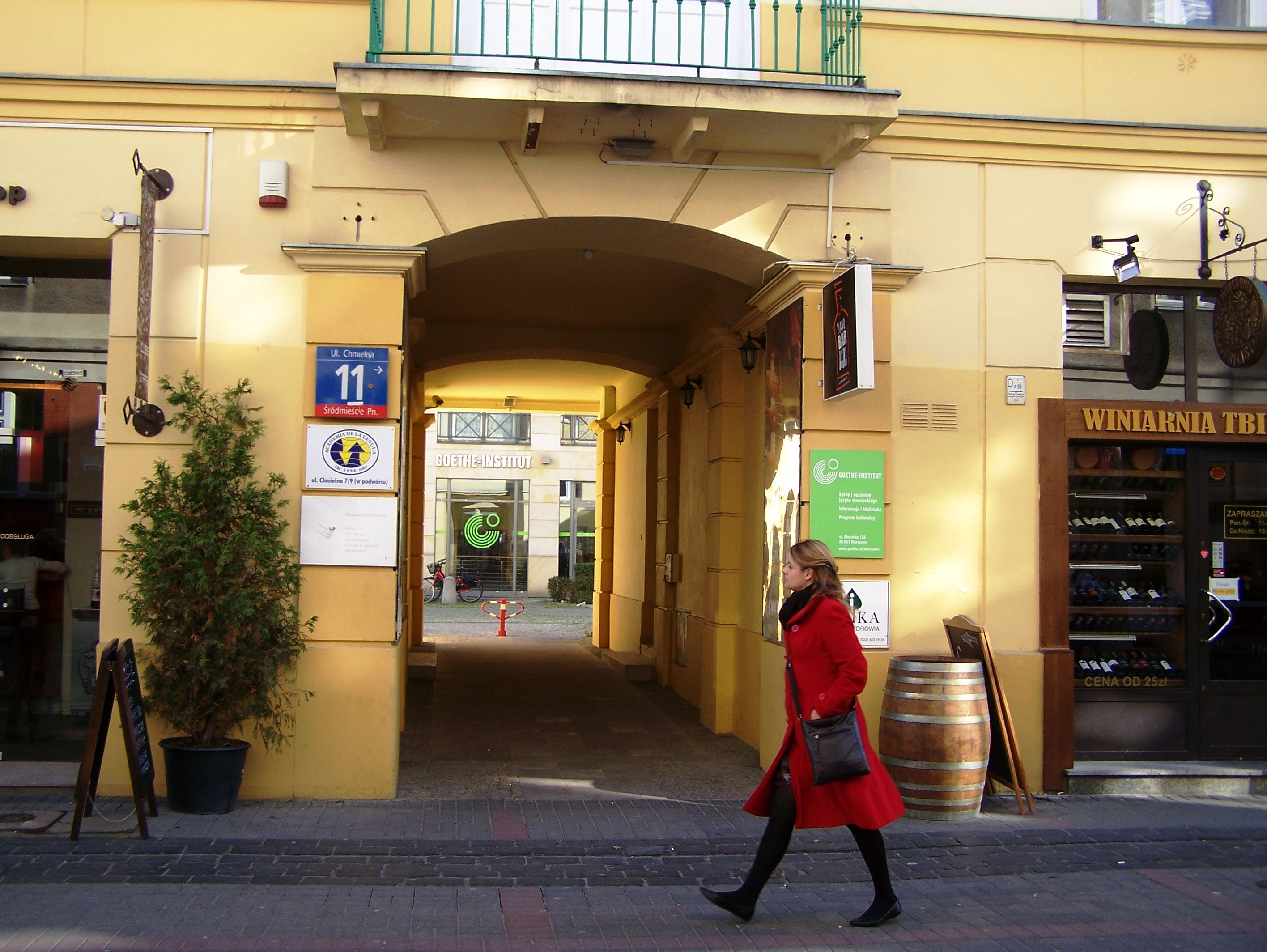
Varsóban
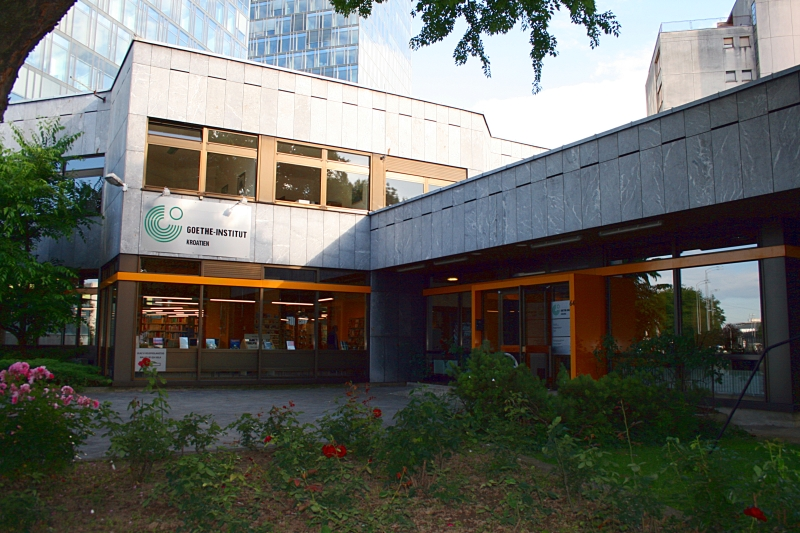
Zágrábban
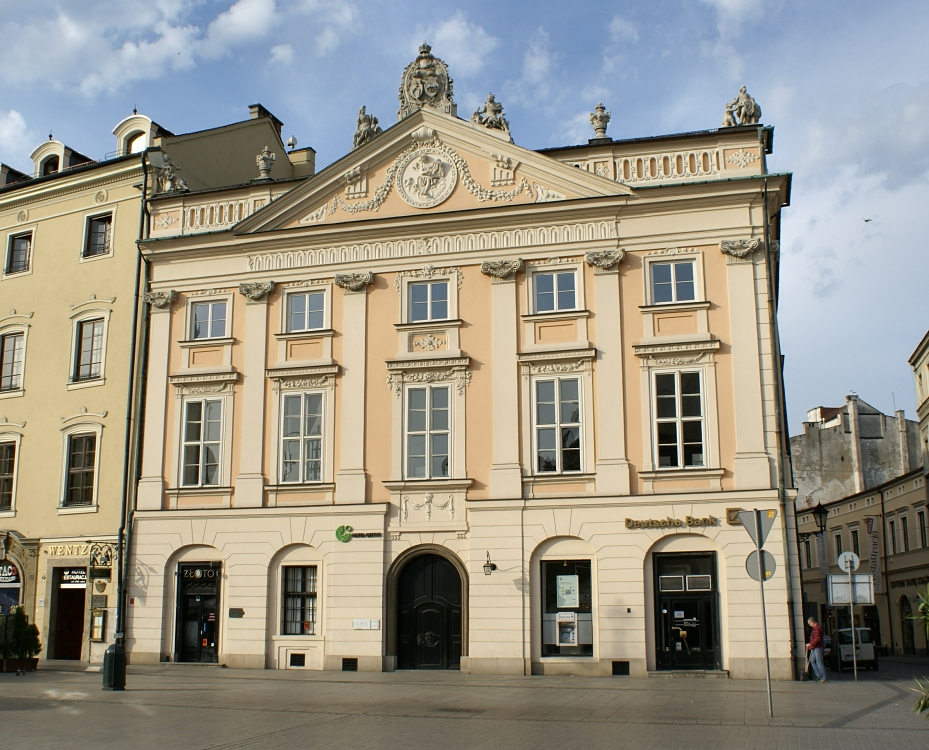
Krakkóban